# Belolisi rjavček
Belolisi rjavček (znanstveno ime Erebia ligea) je dnevni metulj iz družine pisančkov.

## Opis
Belolisi rjavček je relativno velik metulj, ki preko kril meri med 40 in 50 mm. Zgornja stran njegovih kril je temno rjava, pri zunanjem robu kril pa se vleče rdečkasto oranžen pas, na katerem so majhna črna očesa z belo sredino. Zunanji rob kril je belo-črn. Oranžni pas se vleče tudi po spodnji strani kril sprednjega para kril, na zadnjem paru pa so le oranžno obrobljena očesa. Na spodnji strani zadnjih kril je bela lisa nepravilne oblike, ki je pogosto prekinjena. Živi na vlažnejših gozdnih jasah bogatih s cvetočimi rastlinami in ga le redko vidimo na odprtih travnikih. V Sloveniji se pojavlja od nižin do drevesne meje, najpogosteje v višjih legah, kjer leta med junijem in septembrom.
Gosenice se hranijo z listi različnih vrst trav in ostričevk.